# Fuerza Interamericana de Paz

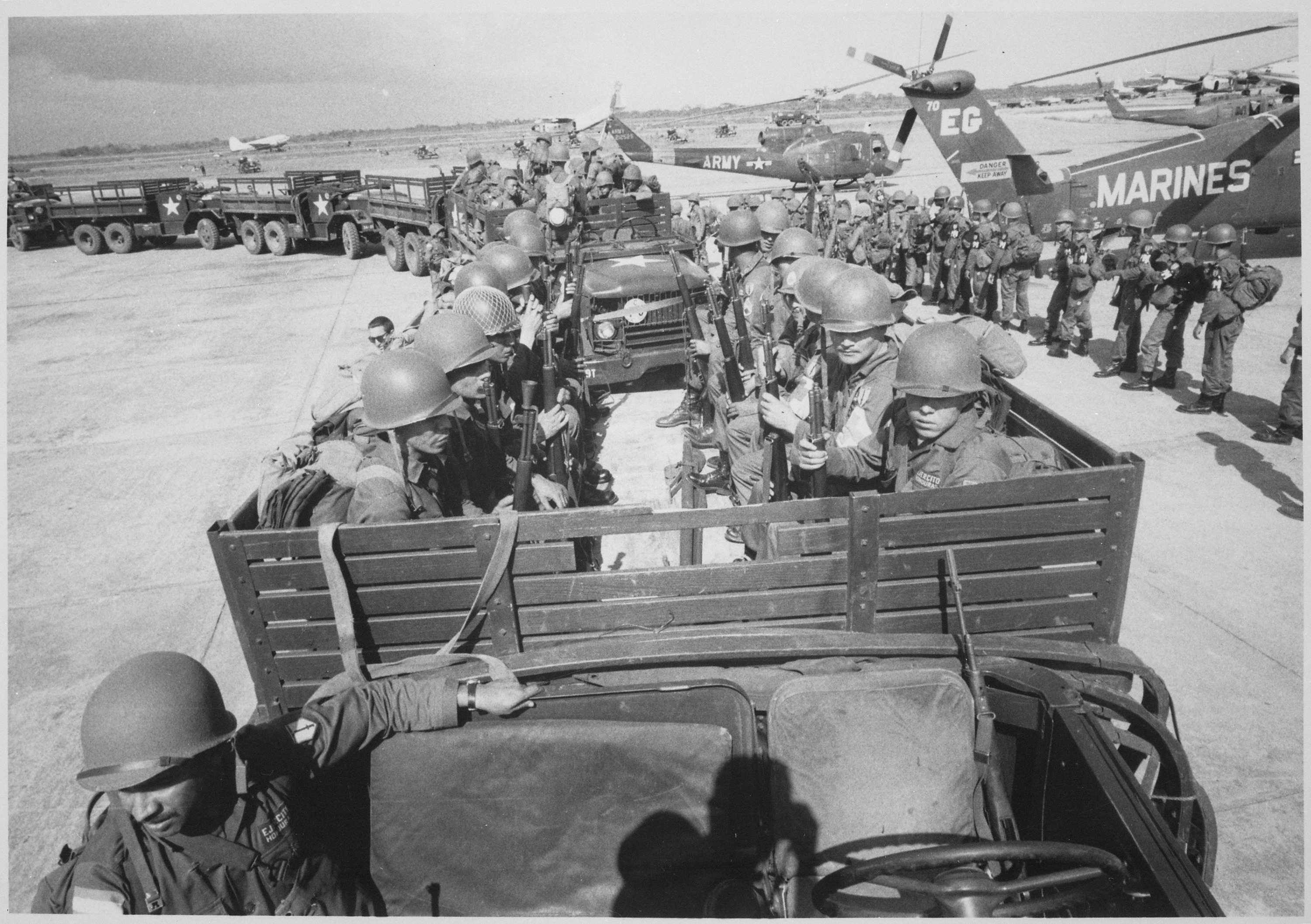
Soldados hondureños (FIAP) arriban a República Dominicana, 1965.

La Fuerza Interamericana de Paz fue un organismo político y militar creado por la OEA en 1965 conformado por 42 000 marines estadounidenses en República Dominicana. Se creó a partir de la Décima Reunión Consultiva de ese organismo el 23 de mayo de 1965 bajo el mando de Brasil. Los países que rechazaron la resolución fueron Uruguay y México, mientras que Chile, Argentina y Venezuela se abstuvieron. Las tropas de Estados Unidos, Brasil, Honduras, Paraguay y Costa Rica fueron las que formaron la llamada “Fuerza Interamericana de la Paz”, con la cual Estados Unidos legitimó la intervención del país. 

Sello de la FIP

A partir del derrocamiento del gobierno de Juan Bosch el 25 de septiembre de 1963, fue impuesto un gobierno encabezado por Donald Read Cabral en forma de un triunvirato.
El 24 de abril de 1965 se inició un movimiento militar y civil que derrocó al gobierno del triunvirato. Estados Unidos envió un contingente de 42 000 marines en una segunda invasión a República Dominicana.
La OEA creó la Fuerza Interamericana de Paz con la coparticipación simbólica de soldados de Honduras, de Paraguay, de Nicaragua, de Costa Rica (varios policías), y de Brasil. La FIP estuvo comandada en Santo Domingo por el general brasileño Hugo Panasco Alvin. Esta fuerza fue disuelta poco después en 1967.